# スコット・ソーマン
スコット・ロバート・ソーマン（Scott Robert Thorman、1982年1月6日 - ）は、内野手。カナダ・オンタリオ州ケンブリッジ出身の元プロ野球選手（一塁手）。右投左打。

## 経歴

### ブレーブス時代
2000年、MLBドラフト1巡目（全体30位）でアトランタ・ブレーブスから指名され、6月19日に契約。
2006年にメジャーデビュー。オフに第1回WBCにカナダ代表として出場した。
2007年は、それまでの正一塁手アダム・ラローシュがマイク・ゴンザレスとのトレードでピッツバーグ・パイレーツに移籍したため、一塁手が不在となりクレイグ・ウィルソンとの併用が予定されていた。しかし、ウィルソンの不振に陥ったため、ソーマンがレギュラー奪取かと思われたが、自身も不振に陥ってしまった。ブレーブスは優勝の可能性を残していたため、メジャー屈指のスラッガーであるマーク・ティシェイラをテキサス・レンジャースから大型トレードで獲得。そのため、主に代打としてプレーした。
2008年はメジャーへの昇格はなく、AAA級リッチモンド・ブレーブスでプレーした。夏には、北京五輪にカナダ代表として出場している。11月3日にFAとなった。

### ブルワーズ傘下時代
2008年12月1日にミルウォーキー・ブルワーズとマイナー契約を結んだ。2009年4月3日に放出された。

### レンジャース傘下時代
2009年4月7日にテキサス・レンジャースとマイナー契約を結んだが、4月27日に放出された。

### ロイヤルズ傘下時代
2009年5月21日にカンザスシティ・ロイヤルズとマイナー契約を結んだ。12月11日に再契約した。2010年11月6日にFAとなった。

### タイガース傘下時代
2010年12月1日にデトロイト・タイガースとマイナー契約を結んだ。2011年11月2日にFAとなった。

### メキシカンリーグ時代
2012年4月19日にメキシカンリーグのユカタン・ライオンズと契約した。4月24日に退団した。

### 現役引退後
2015年から、カンザスシティ・ロイヤルズ傘下ルーキー級バーリントン・ロイヤルズの監督に就任した。
その後もロイヤルズ傘下のマイナー球団で監督を務めており、2017年からはA級レキシントン・レジェンズ、2019年からはA+級ウィルミントン・ブルーロックス、2021年からはAA級ノースウエストアーカンソー・ナチュラルズを率いている。

## 詳細情報

### 年度別打撃成績
| 年 度    | 球 団    | 試 合 | 打 席 | 打 数 | 得 点 | 安 打 | 二 塁 打 | 三 塁 打 | 本 塁 打 | 塁 打 | 打 点 | 盗 塁 | 盗 塁 死 | 犠 打 | 犠 飛 | 四 球 | 敬 遠 | 死 球 | 三 振 | 併 殺 打 | 打 率 | 出 塁 率 | 長 打 率 | O P S |
| -------- | -------- | ----- | ----- | ----- | ----- | ----- | -------- | -------- | -------- | ----- | ----- | ----- | -------- | ----- | ----- | ----- | ----- | ----- | ----- | -------- | ----- | -------- | -------- | ----- |
| 2006     | ATL      | 55    | 133   | 128   | 13    | 30    | 11       | 0        | 5        | 56    | 14    | 1     | 0        | 0     | 0     | 5     | 0     | 0     | 21    | 0        | .234  | .263     | .438     | .701  |
| 2007     | ATL      | 120   | 307   | 287   | 37    | 62    | 18       | 0        | 11       | 113   | 36    | 1     | 1        | 1     | 2     | 14    | 3     | 3     | 70    | 6        | .216  | .258     | .394     | .652  |
| MLB：2年 | MLB：2年 | 175   | 440   | 415   | 50    | 92    | 29       | 0        | 16       | 169   | 50    | 2     | 1        | 1     | 2     | 19    | 3     | 3     | 91    | 6        | .222  | .260     | .407     | .667  |

### 背番号
- 20 （2006年 - 2007年）